# La France périphérique
La France périphérique : Comment on a sacrifié les classes populaires est un essai du géographe français Christophe Guilluy, paru en septembre 2014 chez Flammarion.

## Thème
Dans cet ouvrage, Christophe Guilluy approfondit une étude lancée en 2004, avec Christophe Noyé, dans leur Atlas des nouvelles fractures sociales, et poursuivie dans son essai Fractures françaises, paru en 2010 et qui avait influencé les thèmes abordés lors de la campagne présidentielle de 2012.
La France périphérique dresse le constat de l'exode des classes populaires « françaises de souche » (les « petits Blancs ») vers le rural, le périurbain profond, de plus en plus séparées des banlieues d'immigration récente (maghrébine par exemple) d'une part, et des grandes métropoles « mondialisées et gentrifiées » d'autre part, lieux de résidence des classes dirigeantes et des « bobos »,,.

En réaction à cet exode forcé, cette « France périphérique » s'affranchit de plus en plus, selon Christophe Guilluy, du projet politique des classes dirigeantes, lesquelles « n'ont toujours pas pris la mesure du gouffre idéologique et culturel qui les sépare désormais des classes les plus modestes ». La remise en cause de la politique sociale d'aide aux plus démunis y est notamment devenue majoritaire, ce que Christophe Guilluy explique de la manière suivante : 

« Il faut comprendre cette évolution à la lumière d’une société multiculturelle naissante. […] L'immense majorité des Français est convaincue de la nécessité de construire du logement social mais comme ce type de logement tend à se spécialiser dans l'accueil des populations immigrées, on fera tout pour limiter son développement. »

En parallèle de cette défiance à l'égard de l'immigration et des élites mondialisées, Christophe Guilluy rapporte que cette « France des plans sociaux, de l’abstention et/ou du vote FN » s'organise en une sorte de « contre-société », pratiquant la « relocalisation », le « réenracinement social et culturel », « l'attachement à un capital d'autochtonie, à des valeurs traditionnelles ». Toutes choses à l'opposé du projet libéral des partis de gouvernement et de ce qu'il valorise, notamment la mobilité et la diversité. Christophe Guilluy signale par ailleurs que ce phénomène ne concerne pas seulement les « petits Blancs », mais « tous les milieux populaires quelles que soient leurs origines », donnant ainsi lieu à un « vivre-ensemble séparé », afin de se maintenir à l'abri de l'« instabilité démographique et des tensions territoriales liées à l'angoisse de l'autochtone de devenir minoritaire ».

## Détails
Des modélisations de la société française ont toujours été proposées par les géographes afin de permettre de comprendre la situation des différentes populations modélisées et donc d'anticiper l'évolution de la société. Les modélisations du XXe siècle insistaient sur la division de la population française en classes sociales : cadres, ouvriers, employés.
Les plus récentes modélisations insistent sur l'importance de l'origine ethnique des populations pour comprendre leurs difficultés. Elles séparent notamment les « Français de souche » des autres : « Français ayant acquis récemment la nationalité » et étrangers. Certaines de ces analyses pronostiquent des conflits à venir entre ces deux populations, principalement dans le milieu où elles cohabitent, c'est-à-dire les grandes métropoles. Ces conflits des banlieues (ex : les émeutes françaises de 2005) amplifieraient alors les rejets des partis gouvernementaux et la montée de l’extrême droite.
Toutefois, cette vision est trop schématique, et les conflits n'existent pas qu'au sein des grandes métropoles. Pour mieux comprendre la situation, l'auteur propose alors une autre modélisation : il sépare la France en deux. « France métropolitaine » et « France périphérique ». La France métropolitaine reçoit les bénéfices de la mondialisation et est globalement prospère. La France périphérique, elle, souffre de la mondialisation et est prête à se révolter.

## Réception
L'hebdomadaire Marianne titre en couverture, lors de la parution de La France périphérique, qu'il est le « seul livre que devrait lire Hollande. Mais aussi Valls, Mélenchon, Bayrou, Juppé, Sarkozy ». Manuel Valls s'en est inspiré pour son discours de politique générale, le 16 septembre 2014,. Au lendemain de ce discours, le journal Libération consacre également sa une à l'ouvrage de Christophe Guilluy, et Laurent Joffrin écrit, dans son éditorial, qu'il s'agit d'un livre « que toute la gauche doit lire d’urgence », tout en qualifiant les thèses politiques qui y sont développées de « parfois gênantes ».
Le Figaro recommande quant à lui la lecture de l'ouvrage à Nicolas Sarkozy.
En revanche, Sylvia Zappi dans Le Monde se montre moins enthousiaste qualifiant la réflexion de l'ouvrage d'« approximative » et reprochant à Guilluy de procéder à des « raccourcis statistiques ». L'économiste Olivier Bouba-Olga de l'Université de Poitiers va encore plus loin et affirme que « Guilluy raconte n'importe quoi » et que cet essai ne se réduit qu'à l'expression d'une idéologie politique.
Éric Charmes, dans la revue La Vie des idées qualifie ses thèses de « très discutables ». Il conclut : « La posture adoptée est loin d’être objective. Christophe Guilluy ne fait pas qu’identifier une force sociale, celle de la France périphérique, il la construit, lui donne un contour. Son discours ne décrit pas la réalité, il contribue à l’engendrer. De ce point de vue, le succès qu’il rencontre montre la force performative de son discours. »
Dans La France périurbaine, les sociologues Hervé Marchal et Jean-Marc Stébé reprochent le manque de nuance de ce livre qui oppose la « France métropolitaine » entreprenante et « multiculturelle », voire « communautariste », et la « France périphérique » organisée autour des villes petites et moyennes, des espaces ruraux, des communes multipolarisées et des espaces périurbains « contraints ». Ils dressent un état des lieux de ces territoires et montrent que « l'habitat y est très diversifié, tout comme les habitants : des lotissements pavillonnaires pour classes moyennes, des espaces résidentiels huppés, des logements sociaux et des quartiers relégués ».

## Réactions politiques
Roger Martelli, animateur du courant refondateur du Parti communiste français, dans la revue Regards, décrit la logique de l'auteur comme une « simplification idéologique », tandis qu'Alain Lipietz, ancien parlementaire européen du parti EELV, critique en 2016 dans Libération les théorisations de C. Guilluy:

« Les métropoles ne seraient pas occupées par la gauche chrétienne, mais par les bobos alliés aux immigrés. Ce bloc, votant PS ou Vert, aurait évincé le peuple, qui se réfugierait en grande banlieue ou serait bloqué dans le rural. Ruiné par le libre échange imposé par l’Europe et ses tenants locaux (les bobos), surtaxé par les manies écolos, il n’aurait plus d’autre solution que le vote FN, à moins que la droite sarkozyste ne regagne ce peuple en déshérence, au lieu de courir comme Juppé le Girondin après les bobos. »

En octobre 2017, le groupe Les Républicains à l'Assemblée nationale lance une mission « France des territoires » dans la perspective d'organiser des « Assises de la France et des territoires » : pour Contexte, « Les Républicains misent sur la « France périphérique » pour reconquérir le pouvoir », « résigné à perdre une portion des classes supérieures urbaines » au profit de La République en marche ! C'est tout particulièrement le cas de « la génération montante des députés LR », parmi lesquels Guillaume Peltier pour qui « la présidence d'Emmanuel Macron est destinée aux métropoles mondialisées ».

## Critiques
La thèse de la France Périphérique est un concept critiqué en sciences sociales. De nombreux chercheurs mettent en avant le caractère réducteur et politique de cette analyse. Pour le sociogéographe Éric Charmes, l’opposition entre deux France est « très, voire trop schématique ». Ainsi Guilluy agrègerait dans un même concept des territoires extrêmement variés, intégrant aussi bien des petits villages que des villes comme Besançon ou Reims. Le tableau général noircirait et uniformiserait à l’excès des situations socio-géographiques extrêmement diverses. Le chercheur rappelle que « La Drôme n’est pas la Meuse », la première étant très attractive pour les néo-ruraux contrairement au second. Dans La France Périurbaine, les chercheurs Hervé Marchal et Jean-Marc Stébé mettent en avant le caractère pluriel du périurbain et le caractère réducteur du concept de "France Périphérique" et en synthétisent les critiques.

De plus, de nombreuses études montrent que la pauvreté est majoritairement concentrée dans des espaces urbains. Ainsi les trois quarts des catégories populaires ne vivent pas dans la « France périphérique » mais bien dans les villes. Dans La France des Marges (2017), le géographe Samuel Depraz écrit :
« Bien loin de l’idée d’une France périphérique qui serait devenue l’espace principal de la relégation sociale des plus pauvres dans le rural, les petites villes voire l’espace périurbain, il faut réaffirmer avec force le primat des métropoles dans les problèmes de marginalisation économique. Non que la pauvreté n’existe pas dans l’espace rural ou les petites villes (...) Mais, du point de vue quantitatif, la pauvreté reste définitivement urbaine. »

### Récupérations politiques
Pour Benoît Coquard, sociologue à l’Inrae, le concept de France périphérique qui ferait référence à une « fracture territoriale » entre les grandes villes urbanisées et la ruralité, servirait avant tout à une caricaturisation de la part de responsables politiques à des fins électorales et/ou idéologiques, servant notamment à distinguer d'un côté et de l'autre les "gagnants" et les "perdants" de la mondialisation.
Le mouvement des Gilets Jaunes a par exemple été utilisé par Marine le Pen qui exploite la grille de lecture proposée par Christophe Guilluy. Ce dernier affirmant en effet, dans le sillage du mouvement, que le mouvement social est "une confirmation de la confrontation entre la France périphérique et la France des métropoles".
Or, cette distinction binaire (découpage de la France en deux), est remise en question bien avant le mouvement des Gilets Jaunes, d'une part parce que sa preuve empirique est remise en question par des universitaires, et d'autre part parce qu'elle limite la représentation d'une population en réalité plus diverse et variée, ne permettant pas ainsi l'élaboration de concepts simples limités à la typologie de deux grands ensembles,. Éric Zemmour, toujours dans cette binarité, se limitera à cette lecture par exemple en parlant de «Deux peuples, deux mondes, deux France», notamment en ethnicisant la thèse de Christophe Guilluy.